# Mount Louis St-Laurent
Mount Louis St-Laurent är ett berg i Kanada.   Det ligger i provinsen British Columbia, i den centrala delen av landet, 3 300 km väster om huvudstaden Ottawa. Toppen på Mount Louis St-Laurent är 3 045 meter över havet. Mount Louis St-Laurent ingår i Cariboo Mountains.
Terrängen runt Mount Louis St-Laurent är huvudsakligen bergig.Trakten runt Mount Louis St-Laurent är nära nog obefolkad, med mindre än två invånare per kvadratkilometer.. Det finns inga samhällen i närheten. 
Trakten runt Mount Louis St-Laurent är permanent täckt av is och snö.